# パークリージェント
パークリージェント (Park Regent) はカナダ生まれの競走馬および種牡馬。伯父にナイスダンサーがいる。

## 経歴
競走馬としてはカナダで走り、2歳時の1983年にはカップ&ソーサーステークス (G2) など9勝を挙げた。
競走馬引退後の6歳（旧7歳）時の1987年より日本に輸出され、静内スタリオンステーションで繋養された。
1990年にはレックススタッドに移動し、2005年の繁殖シーズン後に種牡馬を引退して功労馬として同スタッドで余生を過ごしていたが、2007年3月8日に老衰のために死亡した。その後の5月1日には桜舞馬公園（オーマイホースパーク）においてシンジケート関係者、レックススタッド関係者ら約30人を集めて慰霊祭が行われた。
産駒は1987年に初年度産駒が誕生して1990年より競走馬デビューし、以降は地方競馬を中心に産駒が活躍し、1994年と2000年には地方競馬においてのリーディングサイアー、1995年には地方競馬においての3歳（現2歳）リーディングサイアーとなった。数頭の重賞馬を出したものの後継種牡馬には恵まれず、唯一の後継種牡馬となったリージェントブラフは2008年に死亡している。

## 主な産駒
- ロングタイトル（1988年生、1991年神戸新聞杯）
- アサカリジェント（1989年生、1992年弥生賞）
- カネショウゴールド（1991年生、1994年東京ダービー）
- リワードルンゼ（1991年生、1994年桜花賞 (浦和競馬)）
- スリーパーク（1993年生、2000年三条記念など）
- ヒダカリージェント（1993年生、1996年グランシャリオカップ）
- ヒットパーク（1994年生、2000年道営記念など）
- キタノタイトル（1995年生、1998年東北優駿など）
- リージェントブラフ（1996年生、2001年ダイオライト記念、2002年川崎記念、2003年名古屋グランプリ・種牡馬）
- アインアイン（1997年生、2000年東京プリンセス賞、2002年東京盃など）
- トニージェント（1997年生、2000年ダイヤモンドカップ、不来方賞、2002年-2004年桐花賞3連覇、2004年-2005年みちのく大賞典連覇など）
- オグリパピー（1998年生、2000年ジュニアクラウンなど）
- ニッタレヴュー（1998年生、2005年スプリング争覇など）
- ケンゴウザン（1999年生、2005年オータムスプリントカップなど）
- スオウリージェント（1999年生、2001年ハイセイコー記念）
- キジョージャンボ（2000年生、2004年ゴールド争覇）
- ケイウンヘイロー（2003年生、2007年大阿蘇大賞典、2008年九州王冠）

### 母の父としての主な産駒
- ジーナフォンテン（母ジュピターガール、2002年スパーキングレディーカップなど カジノフォンテンの母）
- タカラアジュディ（母ヒートウェイブ、2004年名古屋優駿など）
- バローネフォンテン（母ジュピターガール、2005年東京オータムジャンプ）
- ビーナスライン（母ホクトペンダント、2006年函館スプリントステークス）
- ホワイトカーニバル（母イエローブルーム、2002年フェアリーステークス）

## 血統表
| パークリージェントの血統ヴァイスリージェント系/Victoriana 3×3=25.00%、Pharos・Fairway 5×5=6.25% | パークリージェントの血統ヴァイスリージェント系/Victoriana 3×3=25.00%、Pharos・Fairway 5×5=6.25% | パークリージェントの血統ヴァイスリージェント系/Victoriana 3×3=25.00%、Pharos・Fairway 5×5=6.25% | （血統表の出典）     | （血統表の出典） |
| 父 Vice Regent 1967 栗毛                                                                        | 父の父Northern Dancer 1961 鹿毛                                                                 | Nearctic                                                                                        | Nearco               | Nearco           |
| 父 Vice Regent 1967 栗毛                                                                        | 父の父Northern Dancer 1961 鹿毛                                                                 | Nearctic                                                                                        | Lady Angela          |                  |
| 父 Vice Regent 1967 栗毛                                                                        | 父の父Northern Dancer 1961 鹿毛                                                                 | Natalma                                                                                         | Native Dancer        | Native Dancer    |
| 父 Vice Regent 1967 栗毛                                                                        | 父の父Northern Dancer 1961 鹿毛                                                                 | Natalma                                                                                         | Almahmoud            |                  |
| 父 Vice Regent 1967 栗毛                                                                        | 父の母Victoria Regina 1958 栗毛                                                                 | Menetrier                                                                                       | Fair Copy            | Fair Copy        |
| 父 Vice Regent 1967 栗毛                                                                        | 父の母Victoria Regina 1958 栗毛                                                                 | Menetrier                                                                                       | La Melodie           |                  |
| 父 Vice Regent 1967 栗毛                                                                        | 父の母Victoria Regina 1958 栗毛                                                                 | Victoriana                                                                                      | Windfields           | Windfields       |
| 父 Vice Regent 1967 栗毛                                                                        | 父の母Victoria Regina 1958 栗毛                                                                 | Victoriana                                                                                      | Iribelle             |                  |
| 母 Miss Attractive 1970 鹿毛                                                                    | 母の父Victoria Park 1957 鹿毛                                                                   | Chop Chop                                                                                       | Flares               | Flares           |
| 母 Miss Attractive 1970 鹿毛                                                                    | 母の父Victoria Park 1957 鹿毛                                                                   | Chop Chop                                                                                       | Sceptical            |                  |
| 母 Miss Attractive 1970 鹿毛                                                                    | 母の父Victoria Park 1957 鹿毛                                                                   | Victoriana                                                                                      | Windfields           | Windfields       |
| 母 Miss Attractive 1970 鹿毛                                                                    | 母の父Victoria Park 1957 鹿毛                                                                   | Victoriana                                                                                      | Iribelle             |                  |
| 母 Miss Attractive 1970 鹿毛                                                                    | 母の母Nice Princess 1964 栗毛                                                                   | Le Beau Prince                                                                                  | Fontenay             | Fontenay         |
| 母 Miss Attractive 1970 鹿毛                                                                    | 母の母Nice Princess 1964 栗毛                                                                   | Le Beau Prince                                                                                  | Quillerie            |                  |
| 母 Miss Attractive 1970 鹿毛                                                                    | 母の母Nice Princess 1964 栗毛                                                                   | Happy Night                                                                                     | Alizier              | Alizier          |
| 母 Miss Attractive 1970 鹿毛                                                                    | 母の母Nice Princess 1964 栗毛                                                                   | Happy Night                                                                                     | Happy Grace F-No.1-e |                  |